# Чемпіонат світу з легкої атлетики 2017 — біг на 400 метрів (жінки)

Фінальний забіг

Змагання з бігу на 400 метрів серед жінок на Чемпіонаті світу з легкої атлетики 2017 у Лондоні проходили 6,7 і 9 серпня на Олімпійському стадіоні.

## Рекорди
На початок змагань основні рекордні результати були такими:
| WR | Маріта Кох НДР                     | 47,60 | Канберра Австралія     | 6 жовтня 1985  |
| CR | Ярміла Кратохвілова Чехословаччина | 47,99 | Гельсінкі Фінляндія    | 10 серпня 1983 |
| WL | Еллісон Фелікс США                 | 49,65 | Лондон Велика Британія | 9 липня 2017   |

## Розклад
| Дата          | Час початку | Стадія    |
| ------------- | ----------- | --------- |
| 6 серпня 2017 | 11:55       | Забіги    |
| 7 серпня 2017 | 20:55       | Півфінали |
| 9 серпня 2017 | 21:50       | Фінал     |

Вказаний місцевий час (UTC+0)

## Результати

### Забіги
Умови кваліфікації до наступного раунду: перші троє з кожного забігу (Q) та шестеро найшвидших за часом з тих, які посіли у забігах місця, починаючи з четвертого (q).
Забіг 1
| Місце | Атлетка                | Країна                        | Час   | Примітки |
| ----- | ---------------------- | ----------------------------- | ----- | -------- |
| 1     | Еллісон Фелікс         | США                           | 52,44 | Q        |
| 2     | Іріні Васіліу          | Греція                        | 52,61 | Q        |
| 3     | Ешлі Келлі             | Британські Віргінські Острови | 52,70 | Q        |
| 4     | Маріябенедікта Кікболу | Італія                        | 53,00 |          |
| 5     | Меггі Баррі            | Сьєрра-Леоне                  | 53,20 | NR       |
| 6     | Юстина Швенти          | Польща                        | 53,62 |          |
| 7     | Максиміла Імалі        | Кенія                         | 53,97 |          |
| 8     | Тревія Джонс           | Канада                        | 54,02 |          |
| 9     | Саманта Діркс          | Беліз                         | 54,74 |          |

Забіг 2
| Місце | Атлетка               | Країна            | Час   | Примітки |
| ----- | --------------------- | ----------------- | ----- | -------- |
| 1     | Шона Міллер-Уйбо      | Багамські Острови | 50,97 | Q        |
| 2     | Стефані-Енн Макферсон | Ямайка            | 51,27 | Q        |
| 3     | Їнка Аджаї            | Нігерія           | 51,58 | q        |
| 4     | Б'янка Разор          | Румунія           | 51,64 | q        |
| 5     | Емілі Даймонд         | Велика Британія   | 52,20 |          |
| 6     | Аіянна Стіверн        | Канада            | 52,55 |          |
| 7     | Катя Азеведу          | Португалія        | 52,79 |          |
| 8     | Крістін Ботлогецве    | Ботсвана          | 53,50 |          |

Забіг 3
| Місце | Атлетка               | Країна    | Час   | Примітки |
| ----- | --------------------- | --------- | ----- | -------- |
| 1     | Кабанге Мупопо        | Замбія    | 51,09 | Q, SB    |
| 2     | Шеріка Джексон        | Ямайка    | 51,26 | Q        |
| 3     | Гунта Латишева-Чударе | Латвія    | 51,37 | Q, PB    |
| 4     | Лідія Джеле           | Ботсвана  | 51,41 | q        |
| 5     | Рут Софія Шпельмайєр  | Німеччина | 51,72 | q, SB    |
| 6     | Роксана Гомес         | Куба      | 51,98 | q        |
| 7     | Елеа Маріама Діарра   | Франція   | 52,06 |          |
| 8     | Аніта Хорват          | Словенія  | 52,78 |          |

Забіг 4
| Місце | Атлетка              | Країна            | Час   | Примітки |
| ----- | -------------------- | ----------------- | ----- | -------- |
| 1     | Сальва Насер         | Бахрейн           | 50,57 | Q, NR    |
| 2     | Філліс Френсіс       | США               | 50,94 | Q        |
| 3     | Новлін Вільямс-Міллс | Ямайка            | 51,00 | Q        |
| 4     | Малгожата Голуб      | Польща            | 52,26 |          |
| 5     | Лісанне де Вітте     | Нідерланди        | 52,48 |          |
| 6     | Амалі Юел            | Норвегія          | 52,55 |          |
| 7     | Елені Артимата       | Кіпр              | 53,26 |          |
| 8     | Домонік Вільямс      | Тринідад і Тобаго | 53,72 |          |

Забіг 5
| Місце | Атлетка             | Країна          | Час   | Примітки |
| ----- | ------------------- | --------------- | ----- | -------- |
| 1     | Кванера Гейз        | США             | 51,43 | Q        |
| 2     | Пейшенс Окон Джордж | Нігерія         | 51,83 | Q        |
| 3     | Зої Кларк           | Велика Британія | 51,88 | Q        |
| 4     | Нірмала Шеоран      | Індія           | 52,01 | q        |
| 5     | Морган Мітчелл      | Австралія       | 52,22 |          |
| 6     | Анастасія Бризгіна  | Україна         | 52,26 |          |
| 7     | Карлін М'юр         | Канада          | 52,70 |          |
| 8     | Дженебу Данте       | Малі            | 54,04 |          |

Забіг 6
| Місце | Атлетка           | Країна          | Час   | Примітки |
| ----- | ----------------- | --------------- | ----- | -------- |
| 1     | Крісанн Гордон    | Ямайка          | 51,14 | Q        |
| 2     | Амантл Монтшо     | Ботсвана        | 51,37 | Q, SB    |
| 3     | Маргарет Бамгбозе | Нігерія         | 51,57 | Q, SB    |
| 4     | Іга Баумгарт      | Польща          | 51,88 | q        |
| 5     | Тамара Салашкі    | Сербія          | 52,13 |          |
| 6     | Кендалл Елліс     | США             | 52,18 |          |
| 7     | Дебора Сананес    | Франція         | 52,50 |          |
| 8     | Аніка Онуора      | Велика Британія | 52,58 |          |

### Півфінали
Умови кваліфікації до наступного раунду: перші двоє з кожного забігу (Q) та двоє найшвидших за часом з тих, які посіли у забігах місця, починаючи з третього (q).
Забіг 1
| Місце | Атлетка               | Країна                        | Час   | Примітки |
| ----- | --------------------- | ----------------------------- | ----- | -------- |
| 1     | Шона Міллер-Уйбо      | Багамські Острови             | 50,36 | Q        |
| 2     | Стефані-Енн Макферсон | Ямайка                        | 50,56 | Q, SB    |
| 3     | Кванера Гейз          | США                           | 50,71 |          |
| 4     | Гунта Латишева-Чударе | Латвія                        | 51,57 |          |
| 5     | Роксана Гомез         | Куба                          | 52,01 |          |
| 6     | Б'янка Разор          | Румунія                       | 52,09 |          |
| 7     | Пейшенс Окон Джордж   | Нігерія                       | 52,60 |          |
| 8     | Ешлі Келлі            | Британські Віргінські Острови | 54,50 |          |

Забіг 2
| Місце | Атлетка              | Країна   | Час   | Примітки |
| ----- | -------------------- | -------- | ----- | -------- |
| 1     | Сальва Насер         | Бахрейн  | 50,08 | Q, NR    |
| 2     | Еллісон Фелікс       | США      | 50,12 | Q        |
| 3     | Новлін Вільямс-Міллс | Ямайка   | 50,67 | q        |
| 4     | Шеріка Джексон       | Ямайка   | 50,70 | q        |
| 5     | Лідія Джеле          | Ботсвана | 51,57 |          |
| 6     | Їнка Аджаї           | Нігерія  | 52,10 |          |
| 7     | Нірмала Шеоран       | Індія    | 53,07 |          |
| 8     | Іріні Васіліу        | Греція   | 53,27 |          |

Забіг 3
| Місце | Атлетка              | Країна          | Час   | Примітки |
| ----- | -------------------- | --------------- | ----- | -------- |
| 1     | Філліс Френсіс       | США             | 50,37 | Q        |
| 2     | Кабанге Мупопо       | Замбія          | 50,60 | Q, SB    |
| 3     | Крісанн Гордон       | Ямайка          | 50,87 |          |
| 4     | Амантл Монтшо        | Ботсвана        | 51,28 | SB       |
| 5     | Рут Софія Шпельмайєр | Німеччина       | 51,77 |          |
| 6     | Іга Баумгарт         | Польща          | 51,81 |          |
| 7     | Зої Кларк            | Велика Британія | 51,81 | PB       |
| 8     | Маргарет Бамгбозе    | Нігерія         | 52,23 |          |

### Фінал
| Місце | Атлетка               | Країна            | Час   | Примітки |
| ----- | --------------------- | ----------------- | ----- | -------- |
| 1     | Філліс Френсіс        | США               | 49,92 | PB       |
| 2     | Сальва Насер          | Бахрейн           | 50,06 | NR       |
| 3     | Еллісон Фелікс        | США               | 50,08 |          |
| 4     | Шона Міллер-Уйбо      | Багамські Острови | 50,49 |          |
| 5     | Шеріка Джексон        | Ямайка            | 50,76 |          |
| 6     | Стефані-Енн Макферсон | Ямайка            | 50,86 |          |
| 7     | Кабанге Мупопо        | Замбія            | 51,15 |          |
| 8     | Новлін Вільямс-Міллс  | Ямайка            | 51,48 |          |